# ایگور د. نوویکوف
ایگور دیمیتریویچ نوویکوف (روسی: И́горь Дми́триевич Но́виков؛ زادهٔ ۱۰ نوامبر ۱۹۳۵) یک کیهان‌فیزیک‌شناس اخترفیزیک‌دان، اخترشناس، و استاد دانشگاه اهل روسیه و اتحاد جماهیر شوروی سوسیالیستی است. نوویکوف ایدهٔ سفیدچاله را در سال ۱۹۶۴ مطرح کرد. وی همچنین اصل خودسازگاری نوویکوف را در اواسط دههٔ ۱۹۸۰ فرمول‌بندی کرد، که مشارکتی در مساعدت با تئوری سفر در زمان است.
نوویکوف به کپنهاگ دانمارک نقل مکان کرد و در آنجا مشغول کار و تدریس در انستیتو نیلز بور شد.
وی همچنین در شمار برندگان مدال ادینگتون قرار دارد.

## زندگی‌نامه
نوویکوف در سال ۱۹۶۵ مدرک دکترای خود را در رشتهٔ اخترفیزیک و دکترای روسی را در ۱۹۷۰ دریافت کرد. وی از سال ۱۹۷۴ تا ۱۹۹۰ رئیس گروه اخترفیزیک نسبی در انستیتوی تحقیقات فضایی روسیه در مسکو بود. پیش از سال ۱۹۹۱ او رئیس گروه اخترفیزیک نظری در انستیتوی فیزیکی لبدف در مسکو بود و استاد دانشگاه دولتی مسکو نبز بوده‌است. از سال ۱۹۹۴ او مدیر مرکز نظری اخترفیزیک (TAC) دانشگاه کپنهاگ دانمارک است.